# Ecuación de Debye-Hückel

Distribución de iones en una disolución

La ecuación de Debye-Hückel es un modelo que describe una mezcla de iones (electrolitos), inmersos en un medio dieléctrico continuo de temperatura T, presión P y concentración molar {\displaystyle c_{i}}, en donde los iones de diferente tipo se denotan como i.
En 1923, Peter Debye con su asistente Erich Hückel, desarrolló una mejora en la teoría de Svante Arrhenius sobre la conductividad eléctrica en soluciones electrolíticas, conocida como ecuación de Debye-Hückel, que hoy en día aún se considera como un importante paso en la comprensión de las soluciones electrolíticas. Las consideraciones retomadas por Debye y Huckel se basan en que las únicas interacciones presentes en ese medio son las electrostáticas.

## Aproximaciones
El medio en el que los electrolitos están inmersos es un dieléctrico continuo sin tener en cuenta una estructura molecular que pertenezca a ella, con constante dieléctrica {\displaystyle \varepsilon _{0}}, que es dependiente de la temperatura y la presión. Los iones son del tipo Van der Waals, esféricos e impenetrables no polarizables, de radio {\displaystyle a_{i}(}tipo i) y carga eléctrica {\displaystyle z_{i}}, sometidos a una campo eléctrico de simetría esférica con un potencial eléctrico {\displaystyle \varphi (r)}.
La energía de interacción electrostática es pequeña comparada con la energía térmica:
{\displaystyle z_{i}F\varphi (r)} mayor que {\displaystyle RT} y además todos los electrolitos están disociados.
Las condiciones de contorno se presentan por las siguientes consideraciones:
1. El sistema (soluto y electrolitos) es eléctricamente neutro.
2. El valor medio temporal de la densidad volúmica de carga eléctrica {\displaystyle \rho } es nula en cualquier diferencial de volumen {\displaystyle \mathrm {d} V}, además su potencial eléctrico también es nulo respecto a otro diferencial de volumen.
3. Alrededor de una carga denotada como el ion central j, estará rodeada por valores medios temporales de densidad volúmica de carga {\displaystyle \rho (j)} y {\displaystyle \varphi (j)} finitos no nulos los cuales alrededor de la carga central j predominarán los valores de carga de signo contrario a j. Por tanto la simetría esférica y la electroneutralidad llevan a escribir lo siguiente:

{\displaystyle \int _{a_{j}}^{\infty }\rho _{j}(r)4\pi r^{2}\,\mathrm {d} r=-z_{j}e}

1. Se puede involucrar la ecuación de Poisson debido a que las cargas son estáticas.

## Derivación
Ya asumidas las condiciones de contorno y las consideraciones se puede plantear el procedimiento ubicándonos en el ion central j, observando que debido a las interacciones electrostáticas, una distribución radial no uniforme de la densidad numérica {\displaystyle n_{i}(r)} (=Na ci) de las distintas especies iónicas (i) presentes alrededor de la carga j. 

{\displaystyle n_{i}^{j}(r)=n_{i}^{j}(\infty )f_{ij}(r)}

donde 
- {\displaystyle n_{i}^{j}(a_{j})=0}
- {\displaystyle n_{i}^{j}(\infty )=n_{i}}
- {\displaystyle f_{ij}(a_{j})=0}
- {\displaystyle f_{ij}(\infty )=1}, donde {\displaystyle f_{ij}} es un factor de proporcionalidad denotado como {\displaystyle f_{ij}=\exp \left({\frac {z_{i}e\varphi _{j}(r)}{kT}}\right)}, del tipo distribución de Boltzmann que denota la dependencia del factor con la energía.

Por tanto para la densidad de carga alrededor del ion central:

{\displaystyle \rho _{j}(r)=\sum _{i}z_{i}en_{i}^{j}(r)=\sum _{i}z_{i}en_{i}\exp \left({\frac {z_{i}e\varphi _{j}(r)}{kT}}\right)}

Por la condición de que la energía térmica es mucho mayor de la energía de interacción:

{\displaystyle z_{i}e\varphi _{j}(r)\ll kT}

lo que permite desarrollar en serie:

{\displaystyle \rho _{j}(r)={\cancelto {0}{\sum _{i}z_{i}en_{i}}}-\sum _{i}z_{i}en_{i}{\frac {z_{i}e\varphi _{j}(r)}{kT}}=-\sum _{i}{\frac {z_{i}^{2}e^{2}n_{i}}{kT}}\varphi _{j}(r)}

Debye y Huckel definieron un parámetro llamado la longitud de Debye-Huckel que posee unidades de longitud inverso:

{\displaystyle \chi ^{2}={\frac {4\pi e^{2}}{\varepsilon _{0}kT}}\sum _{i}z_{i}^{2}n_{i}={\frac {4\pi e^{2}}{\varepsilon _{0}RT}}\sum _{i}z_{i}^{2}c_{i}}

Por tanto la expresión que Debye y Huckel reescriben es:

{\displaystyle \rho _{j}(r)=-{\frac {\chi ^{2}\varepsilon _{0}}{4\pi }}\varphi _{j}(r).}

La segunda parte es reemplazar el resultado anterior en la ecuación de Poisson-Boltzmann, definida como:

{\displaystyle \nabla ^{2}\varphi _{j}(r)=-{\frac {4\pi \rho _{j}}{\varepsilon _{0}}}\Rightarrow {\frac {1}{r}}{\frac {\partial ^{2}(r\varphi _{j}(r))}{\partial r^{2}}}=\chi ^{2}(r\varphi _{j}(r))}

La solución para este tipo de ecuaciones es de la forma:

{\displaystyle r\varphi _{j}(r)=A\mathrm {e} ^{-\chi r}+B\mathrm {e} ^{\chi r}}

Teniendo en cuenta que para {\displaystyle \varphi _{j}(\infty )=0}, entonces B=0 y la ecuación anterior queda:
{\displaystyle \varphi _{j}(r)={\frac {1}{r}}A\mathrm {e} ^{-\chi r}}
La expresión anterior se conoce como la expresión genérica del potencial de Debye-Huckel, para encontrar el valor de la constante A se reemplaza la anterior expresión en la expresión de Debye-Huckel, y luego este resultado en la integral planteada al inicio, el resultado es:

{\displaystyle A\chi ^{2}\varepsilon _{0}\int _{a_{j}}^{\infty }\mathrm {e} ^{\chi r}\,\mathrm {d} r=z_{j}e}

Integrando por partes se obtiene A como:

{\displaystyle A={\frac {z_{j}e}{\varepsilon _{0}}}{\frac {\mathrm {e} ^{-\chi a_{j}}}{1+\chi a_{j}}}}

Por tanto la forma del potencial de Debye–Huckel queda de la forma:

{\displaystyle \varphi _{j}(r)={\frac {z_{j}e}{\varepsilon _{0}}}{\frac {\mathrm {e} ^{-\chi a_{j}}}{1+\chi a_{j}}}{\frac {1}{r}}\mathrm {e} ^{-\chi r}.}

- Datos: Q901281